# 新銀行東京
株式会社新銀行東京（しんぎんこうとうきょう、英: ShinGinko Tokyo, Limited）は、かつて存在した東京TYフィナンシャルグループ（現：東京きらぼしフィナンシャルグループ）傘下の銀行。本店は東京都新宿区に置いていた。2018年5月1日に東京都民銀行および八千代銀行と合併し、きらぼし銀行となった。
設立時の経緯から信託銀行に区分されているが、金融庁の分類では「新たな形態の銀行等」として、ネット銀行など新規参入銀行とともに位置付けられていた。全国銀行協会（全銀協）に非加盟であった。

## 歴史
2003年に東京都知事石原慎太郎の選挙公約（中小企業対策）に基づき、石原のほぼ独断で既存のBNPパリバ信託銀行を公有化する手法で発足したことから「石原銀行」とまで評された。また、「銀行」の語が銀行名の末尾に付かない唯一の銀行であった。
その後3年で1000億円近い累積赤字を抱えた後、多くの批判が集まる中「都の公共事業請負先企業への貸し付け拡大、都の政策との連動を強化などを軸に黒字を目指す」として400億円の公的資金注入と共に事業再建が図られ、2010年（平成22年）に黒字化させた。
2015年5月27日、東京都民銀行と八千代銀行を傘下に置く東京TYフィナンシャルグループと経営統合を検討していることが明らかとなり、2016年4月1日を以て、東京TY傘下に入った。
2018年5月1日に東京都民銀行、八千代銀行と3社合併し「株式会社きらぼし銀行」となる。同時に全国地方銀行協会加盟行となった。
東京商工リサーチや日本経済新聞では、上場企業にも粉飾決算が存在するにもかかわらず、中小企業の経営数値の実態を熟知していた金融機関出身の役員らの反対を押し切って、大手銀行も運用を諦めたスコアリング方式の与信にこだわったため赤字が拡大したと分析している。「#過大なシステム投資とコスト」も参照。

### 設立の経緯
新銀行東京は2005年（平成17年）4月、中小企業に対する無担保融資などを行い資金繰りに悩む中小企業を支援し、その事が日本経済再生の原動力になるとして、当時の東京都知事・石原慎太郎の肝いりで開業した。成立の経緯から東京都が1000億円を出資、民間企業数社も出資（当初目標額は500億円）し、資本金・資本準備金計1187億円で発足した。株式の84.22%を都が保有した。
設立の契機は、2001年（平成13年）に大前研一が石原に持ちかけたナロウバンクのような店舗を持たない仮想銀行・ネット銀行構想であった。新銀行東京のオリジナルの発想は、1995年（平成7年）に都知事選に出馬して青島幸男に敗れた大前の構想であり、大前は石原が作ったものは自分の構想とは異なると主張しているが、どのような融資を行うかを巡っては、大前が依頼したプロジェクトチームのマッキンゼーが住宅ローン融資を主張したのに対し、大前の構想は都の公共事業に貸付ける程度のものであった。
2001年当時、都の主管金融業務を担当していたメインバンクであった富士銀行の信用が低下し、日額最大9兆円の取引を行う都は早急な資金移動の必要性に迫られた。大前は決済機能のみに特化した新銀行構想を提案し、都民の資産を守る新銀行の設立を持ちかけた。その後、石原の強い要望で「中小企業への貸し渋り対策」「ベンチャー企業向け融資」などの目的を加え、この頃から大前と大前がプロジェクトチームに参加させていたマッキンゼーとの意見対立も表面化し、当初ボランティアとして参加していた大前は2002年にプロジェクトを離脱した。石原は当時トヨタ自動車会長で経団連会長だった奥田碩から紹介を受けて豊田通商常勤監査役の仁司泰正を代表に迎えた。
2003年（平成15年）、石原の主導で都が策定した「東京発金融改革」を旗印に「資金調達に悩む中小企業を救済すること」を理念とした新銀行構想を打ち出した。同時期に「BNPパリバ」が日本での事業見直しを行っており、傘下の「BNPパリバ信託銀行」の売却先を検討していた。都は2004年（平成16年）4月1日にBNPパリバ信託銀行（1999年〈平成11年〉設立）を買収し、業態再編にて「新銀行東京」と商号変更。銀行法6条では行名に「銀行」を含めることが定められているが、末尾であることは義務づけられていないため「新銀行東京」への商号変更が可能であった。2005年（平成17年）4月1日に新銀行東京（本店は東京都千代田区大手町）を開業。中小企業・ベンチャー企業向け融資、ICカードの活用を中心とした利便性の高い金融サービスの提供を東京都内で開始した。
「官製銀行」ともいえる設立経緯から、全銀協の役員から非難・反発を浴びたため、全銀協に非加盟で、ATMもMICS（全国キャッシュサービス）に接続されていなかった。三菱東京UFJ銀行の相談役・三木繁光や、全銀協会長・三井住友銀行頭取・日本郵政社長などを務めた西川善文などによる「郵政民営化は銀行に対する民業圧迫」「自治体による金融機関の設置は時代錯誤」とする論者の反発が強かった。

### 沿革
- 1999年（平成11年）4月5日 - 登記上の設立日（ビー・エヌ・ピー信託銀行株式会社として。親会社の合併に伴い2000年（平成12年）にビー・エヌ・ピー・パリバ信託銀行株式会社となる）。プライベートバンキング専門の信託銀行だった。
- 2004年（平成16年）4月1日 - ビー・エヌ・ピー・パリバ信託銀行株式会社から社名変更[注釈 2]。業態変更準備に伴い、金融庁より銀行法第26条第1項等に基づき2005年（平成17年）3月31日までの間、既存顧客への業務以外の部分的な業務停止命令を受ける。
- 2005年（平成17年）
  - 4月1日 - 千代田区大手町に本店開業（同時に、セブン銀行（当時・アイワイバンク銀行）・ゆうちょ銀行ATM（当時・郵便貯金ATM）・ビューアルッテとの提携を開始[24]。
  - 5月13日 - 新宿出張所、蒲田出張所開店。
  - 7月1日 - 上野出張所、立川出張所、錦糸町出張所開店。
- 2006年（平成18年）
  - 1月23日 - 信用金庫とのATM相互利用提携開始。ただし、NTTデータスイッチングサービスへ接続している金庫に限る。
  - 3月26日 - みずほ銀行とのATM相互利用提携開始。
  - 5月19日 - 池袋出張所開店。
  - 5月26日 - 渋谷出張所開店。
  - 8月25日 - 八王子融資推進室開店（立川出張所の出張所扱い）。
  - 9月22日 - 新橋出張所開店。
- 2007年（平成19年）
  - 8月31日 - 店舗外ATMを全廃し、本店・各出張所内のATMとセブン銀行などの提携先ATMのみの利用に転換させる（一部は先行して実施）。
  - 9月18日 - 八王子融資推進室を立川出張所に統合。
  - 10月1日 - 蒲田出張所が新橋出張所内に移転。
  - 10月9日 - 錦糸町出張所が上野出張所内に移転。
  - 12月10日 - 池袋出張所が新宿出張所内に移転。
- 2008年（平成20年）
  - 3月24日 - 上野出張所（錦糸町出張所を含む）・渋谷出張所・新橋出張所（蒲田出張所を含む）を新宿出張所内に移転。
  - 5月7日 - 本店を新宿区西新宿に移転。同時に、所内移転済みの全出張所を含む新宿出張所と立川出張所を本店のブランチインブランチとし、実体店舗は本店のみとなる。
  - 8月1日 - 本店に残されたATMの稼働時間が、平日9:00から17:00までに短縮される[25]。
  - 8月4日 - 葛飾融資相談コーナーを開設。
  - 12月26日 - 金融庁が銀行法に基づく業務改善命令。元行員の不正融資事件に関連し、融資先の審査管理体制の不備を指摘。
- 2010年（平成22年）1月15日 - 店外の融資相談コーナーを全て閉鎖。業務は本店の営業第3部が継承。
- 2011年（平成23年）
  - 3月22日 - 本店設置の最後のATM3台（外部には一切ない、有人出張所がなくなっている）をセブン銀行ATM2台に転換。
  - 12月7日 - 同日発行分より、キャッシュカードの有効期限を廃止。既存の顧客についても、有効期限にかかわらず、順次有効期限のないカードへの差替を実施。
- 2015年（平成27年）
  - 6月12日 - 東京TYフィナンシャルグループと経営統合を目指し協議を進めることで基本合意。
- 2016年（平成28年）
  - 4月1日 - 株式交換により、東京TYフィナンシャルグループの完全子会社化。東京都が保有する当社の優先株は、東京TYが新たに発行した優先株に等価交換を実施。
- 2017年（平成29年）
  - 1月4日 - 本店の口座店名を東京みらい営業部に、本店とブランチインブランチとなっている各出張所の口座店名を既存店名にSGがつく名称（例:新宿出張所→新宿SG出張所）にそれぞれ改称[1]。
- 2018年（平成30年）
  - 5月1日 ‐ 八千代銀行が東京都民銀行と新銀行東京を吸収合併し、「株式会社きらぼし銀行」[16]へ商号変更された。当社の勘定系のみ、合併と同時に旧都民銀行のSTELLA CUBEに片寄される。

## 商品

### 預金
普通預金利息は、2月と8月の所定の日に1円未満は切り捨てした上で残高に付与される。所定の日は、第3土曜日に決算して入金は日曜日付。毎日の最終残高1,000円以上が対象で付利単位は100円。
東京都の公金収納取扱金融機関ではないため、固定資産税や住民税を肇めとする都（及び特別区）の地方税の口座振替は扱わず、都職員の給与振込口座も指定できなかった。

#### 獲得預金の伸び悩み
都が定めた当初の基本計画では、2008年（平成20年）までに1兆2,000億円余の獲得を目指すも、次第に目標が引き下げられ、高金利の定期預金キャンペーンを行ってもなお、預金残高は4,284億円（2007年（平成19年）9月現在）に留まった。
- 2006年（平成18年）のキャンペーンで集めた預金のうち、2009年（平成21年）に3年定期 (1.5%) が満期を迎えた。5月現在の金利は0.25%（300万未満）であるため、高金利を求める預金者は、2009年（平成21年）5月時点でも3年で1.5%の金利を提示していた日本振興銀行[27]に流れた。日本振興銀は2010年9月に破綻し、初のペイオフ発動となった。
- その後も、2005年（平成17年） - 2006年（平成18年）に集めた5年物の高金利の定期預金の満期のタイミングに合わせて金利キャンペーンを行い、預金の流出抑制を図った。2006年（平成18年）夏の5年物定期の金利は破格の1.7%であったが、2011年（平成23年）8月の5年物定期の金利は0.50%で、ネットバンク程度の金利設定となった。
- 新銀行東京の2011年3月期決算の預金残高は1,775億円で、2010年同期より314億円 (15%) 減少した。内訳は、個人預金が366億円減る一方で、法人預金が52億円 (69%) 増えた。
- 2008年の400億円の追加出資の際に発表された新銀行東京の再建計画では、4年後の2012年3月期に、預金を20分の1の200億円に圧縮することとしていた。

### 公共工事代金債権信託
中小建設業者向けの「公共工事代金債権信託」は、請負金額に対する工事出来高から請負契約に基づく前払金を差し引いた額を信託債権元本額として信託受益権を投資家に販売することにより、建設業者が前払金を使い切った後、公共工事を完成するまでのつなぎ融資の機能を持っている。
新銀行東京以外では、事業協同組合などの組合組織でしか取り扱っていないので、公共工事発注機関の都と信託銀行の新銀行東京の持ち味を生かした画期的なスキームだが、
1. 新銀行東京が都公金収納取扱金融機関ではない。
2. 東日本建設業保証の前払金預託金口座を開設できない。1工事の工事代金を別々の金融機関で管理する必要性がある。

といったデメリットもあった。その後、都外の市区町村での取り扱いを増やした。

## 店舗・ATM

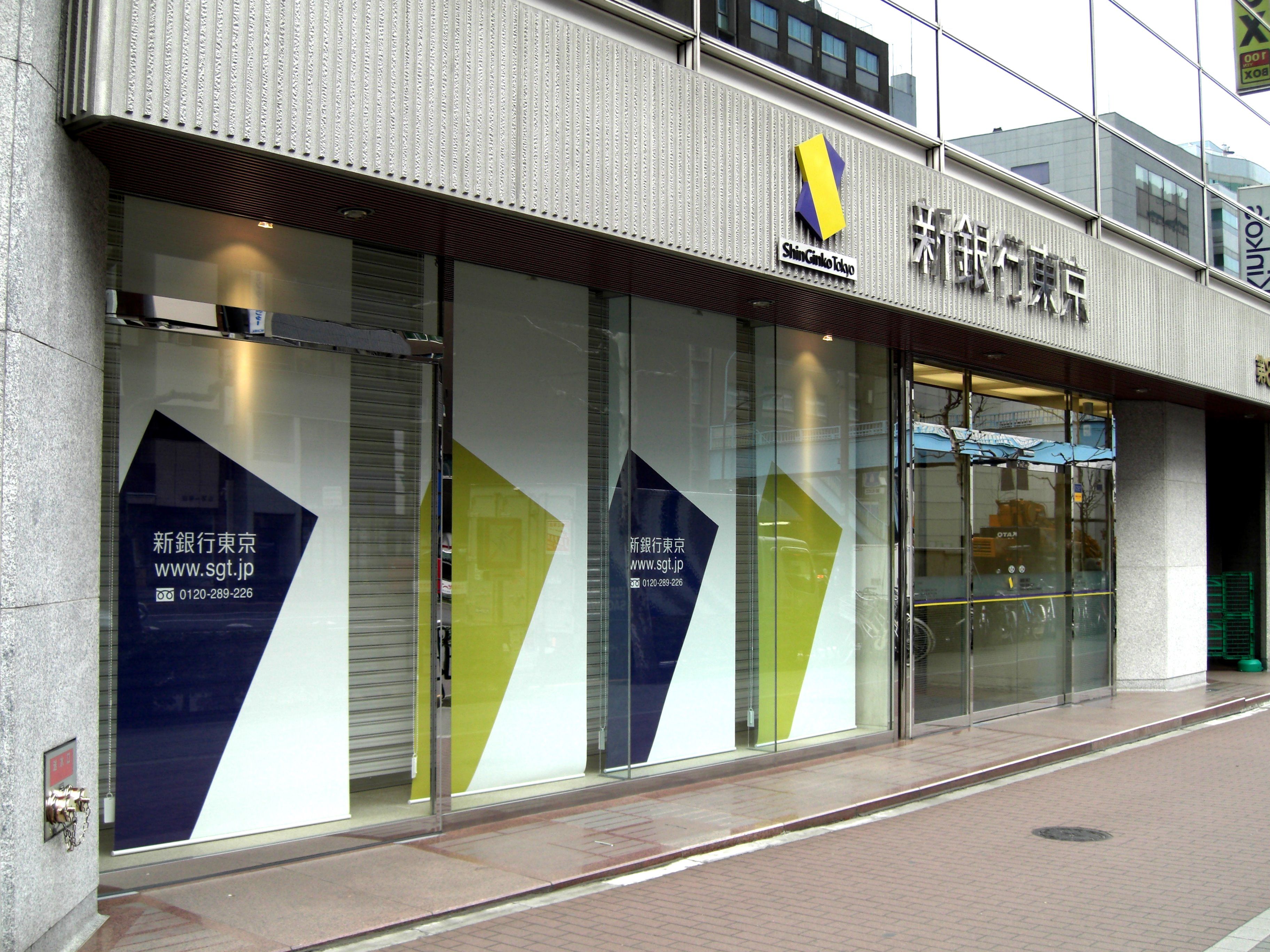
新橋店（新橋出張所）旧店舗

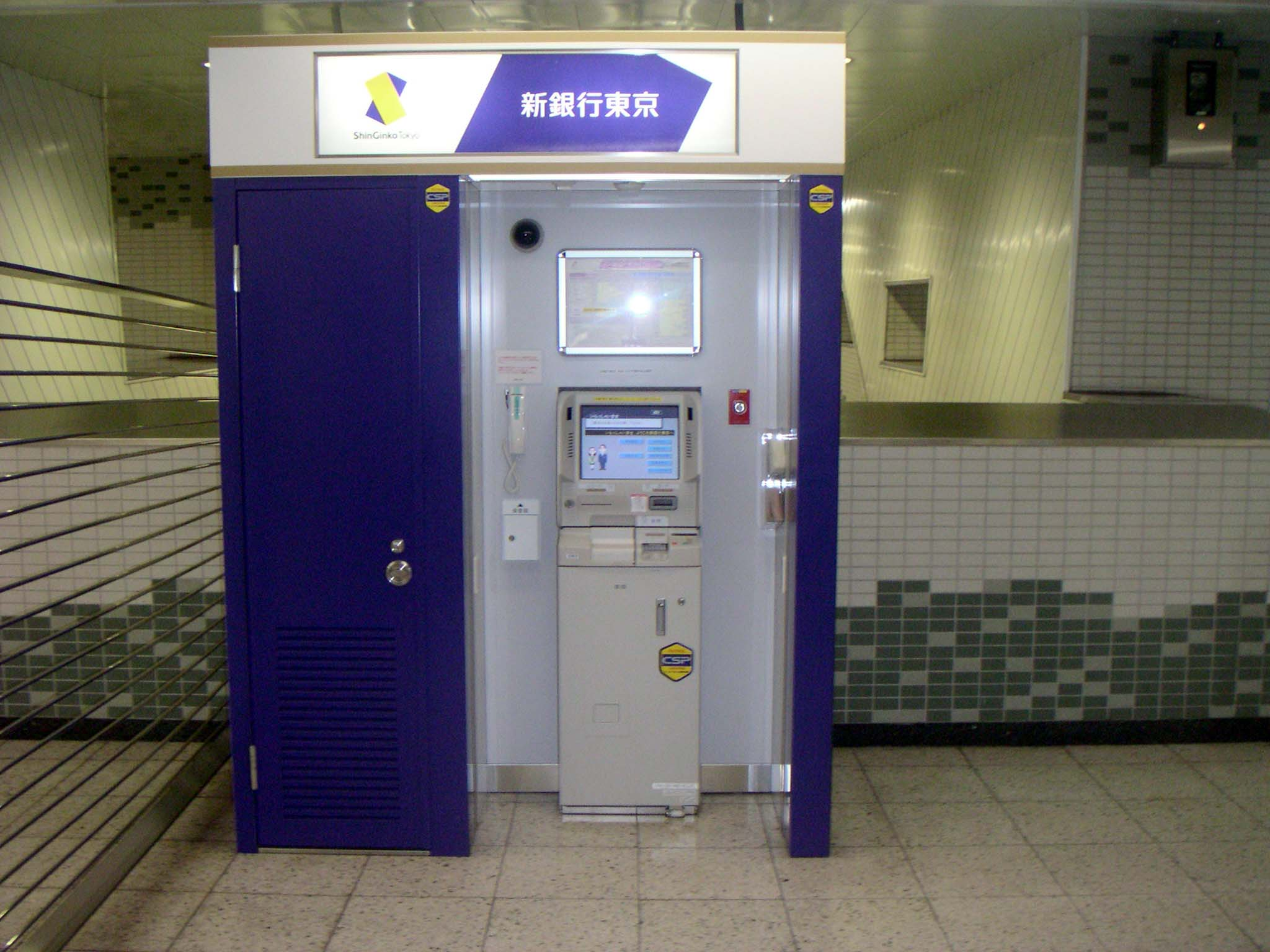
大江戸線中井駅に設置されていたATM

2005年（平成17年）は、4月1日に東京都千代田区大手町の本店、2005年（平成17年）5月13日に新宿出張所（新宿区）と蒲田出張所（大田区）、2005年（平成17年）7月1日に立川出張所（立川市）と上野出張所（台東区）、錦糸町出張所（墨田区）を開店させた。2006年（平成18年）度は都合9店舗体制とし、新生銀行やシティバンク、エヌ・エイの都内店舗並みの展開をしていく予定としていた。
2007年度の第3四半期に3店舗がブランチインブランチ化され、2008年（平成20年）から経営再建策で、3月24日付で立川出張所以外の全出張所を新宿出張所内にブランチインブランチとして移転させた。5月7日付で本店を大手町から新宿出張所の所在地に移転し、同時に立川出張所を本店内に移転させ、全拠点をブランチインブランチ化する形で1箇所に集約した。ブランチインブランチは継続するため、口座店は従来通り9店舗となる。その代替として「融資相談コーナー」を同年6月23日に3拠点（秋葉原・蒲田・立川）、8月4日に1拠点（葛飾）を新設したが、いずれの拠点も本店への事前予約を要する
事業の大幅縮小のため、店舗外設置のATMは2007年（平成19年）8月31日23時に稼働停止して、後に順次すべて撤去された。2011年（平成23年）2月17日の新銀行東京「トピックス」で、本店に3台あるATMも3月18日で全廃することを発表し、代わりにセブン銀行のATMを設置した。通帳を利用した取引は、原則として支店窓口での利用とコールセンターでの記帳依頼のみとされた。
2014年5月時点では、ゆうちょ銀行の統括店以外の直営店舗同様、出張所(すべて、本店窓口で対応)の呼称を「店」と称していた。
2018年5月1日に、八千代銀行（同日にきらぼし銀行に改称）に吸収合併されて解散した。同時に、当行の店舗はすべて本店営業部（かつての東京都民銀行本店営業部を前身とする）内にブランチインブランチとされた。通帳は、東京都民銀行店舗と共通のものに強制繰越とされ、キャッシュカードは旧3行が個別接続していた金融機関全てに拡大したが、MICS扱いの利用を希望する場合は、きらぼし銀行名のカード（東京都民銀行店舗のカードのエンボス仕様）への切り替えが可能となった。

## 破綻まで

### 決算推移
2006年（平成18年）6月1日に、開業初年度であった2006年3月期の単独決算を発表した。経常損益は209億円の赤字で、最終赤字も同じく209億円であった。2006年（平成18年）11月30日には、同年9月中間期の最終損益が154億円の赤字（前年同期は95億円の赤字）になったと発表した。中小企業向け融資が相次いで回収不能になったため、不良債権処理に伴う損失が予想を上回り、計画より赤字幅が54億円拡大して累積赤字は456億円になった。
2007年（平成19年）6月1日に、2007年3月期決算において547億円の赤字となり、累積赤字が849億円に上ったと発表した。同時に、八王子融資推進室を含む10店舗中、2店舗を閉鎖する方針も明らかにした。2007年3月期決算発表と同時に、豊田通商出身の代表執行役・仁司泰正が2007年（平成19年）6月22日に退任。後任を旧埼玉銀行出身で元りそな銀行取締役の森田徹とする人事を発表した。2008年3月期の中間決算を発表した2007年（平成19年）11月30日、森田は体調不良を理由に退任、後任に元東京都港湾局長の津島隆一を代表執行役に選任したことが発表された。
その際、2007年（平成19年）11月30日発表の中間決算は、累積赤字が936億円まで膨れあがり出資金全体の8割に迫った。外資系投資ファンドと都が200億円ずつ折半出資することで事態の打開を進めていたが、外資系ファンドが出資を見送る公算が大きくなり、民間の出資企業も監査法人の指摘で引当金を積む事態と認定され、結局、東京都単独の追加出資を中心とする経営救済策を実施する方向になっている（後述）。
2010年（平成22年）3月期決算は創立以来初めて通期で黒字を計上したものの、これは貸倒引当金取り崩しが主たる要因で、本業の儲けを示す実質業務純利益では金額は減ったものの依然として赤字が続いている。与信件数・残高、預金すべて前年よりも減らしており、縮小均衡の道をたどっている。
2011年（平成23年）3月期決算で、本業の儲けである実質業務純利益がようやく均衡したが、与信件数・残高、預金すべてにおいて前年を下回り、縮小均衡がさらに進んだ。2012年（平成24年）3月期決算は、前年に引き続き実質業務純利益は黒字となっている。与信件数は引き続き減少しているが、与信残高が対前年比プラスに転じた。預金は微増で推移している。2013年（平成25年）3月期決算は、実質業務純利益は前年に引き続き黒字となっている。与信件数は微減、与信残高は微増。預金は増加で推移している。

### 格付け低下
2007年（平成19年）1月25日、スタンダード&プアーズ (S&P) は新銀行東京の財務基盤の健全性維持に対する不確実性が高まっているとし、長期カウンターパーティ格付けのアウトルックを「安定的」から「ネガティブ」へ変更した。2007年（平成19年）6月11日、S&Pは長期格付けを「シングルA」から2段階下げて「トリプルB+」に変更した。今後の見通しについても「ネガティブ」のままであった。
2008年（平成20年）3月19日、S&Pは経営再建中の新銀行東京の東京都議会で審議中の400億円の追加出資案が可決されても「4年後に黒字化する再建計画の達成は困難」かつ追加出資後の都の財政支援は難しいとみられることから、長期格付けを「トリプルB+」から「トリプルB-」（投資適格とされる10段階のうち最下位）に2段階引き下げた。長期格付けの見通しは「ネガティブ（弱含み）」とした。短期格付けも「A2」から「A3」に1段階引き下げた。2008年（平成20年）7月、S&Pは新銀行東京の格付けを引き下げた。
2009年（平成21年）6月26日、日本格付け研究所 (JCR) は新銀行東京の格付け維持を発表した。内容は、長期優先債務「BBB-（見通し：ネガティブ）」、優先債「BBB-」、期限付劣後債「BB+」、コマーシャルペーパー「J-2」である。

### 揺らぐ目的
2006年（平成18年）に財政破綻したベンチャー企業に対し、破綻の約2カ月前に3億円を融資していたことが分かった。当時の銀行幹部によれば、3億円の融資は役員会に諮る融資額に達していたが、「役員の友人の会社だからいいんだ」という理由で審査も行われずに融資が決定した。融資直後の貸付先の経営破綻は、与信審査をする通常の銀行経営では有り得ない。
本来は中小企業を救済するはずが、貸出総額に占める中小企業の比率は、2006年（平成18年）3月（開業初年度末）の62.5%をピークに、2007年3月は51.5%、2007年（平成19年）9月末時点の貸出残高2218億円に対して中小企業向け融資は1046億円と貸出金全体の47.2%と半分を切るまでに低下しているなど、資金繰りに苦しむ中小企業の支援という設立目的も揺らいでいる。
2008年（平成20年）3月18日、2005年（平成17年）の開業当初から、中小企業の資金繰り対策として看板に掲げてきた無担保・無保証融資を不良債権の急増で継続が困難と判断、再建計画の一つとして2008年（平成20年）4月以降原則廃止することを決定した。
2009年（平成21年）9月から10月にかけて、預金者向けサービスの縮小を相次いで発表した。

### 経営再建策
2008年（平成20年）2月20日に、都への400億円の増資要請などの再建策を発表し、拠点を1箇所に集約する方針を固めた。追加出資のための補正予算を都議会予算特別委員会で審議する過程でも、経営再建案に対しさまざまな疑問が示された。
- 発足した2004年度から2007年度の4年間の累積損失が1260億円に上り、経常収益約260億円の約5倍に上っていたことが明らかになった。事業規模を過大に見積もって体制を整えたことが運営コスト増大につながり、経営を一層圧迫する結果となっている[40]。
- 新銀行東京が民間の出資者向けに作成した資料では、2008年3月期の業績見通しを非公式に下方修正しており、設立当初都議会に示された都の経営計画に対し疑問が投げかけられている[41]。
- 累積赤字を解消するため減資が検討されているが、実行されれば今回の追加出資では終わらず都の負担がさらに膨らむ恐れもある[42]。東京都が設立時の2004年（平成16年）に出資した1千億円のうち、700億円を都債で調達して、その利子負担が総額で100億円に上り、当初計画では2014年度に700億円を一括償還するとしていたが、減資が行われた場合、2008年度に637億円を減債基金に一度に積み立てる必要が生じる[43]。
- 2008年度以降預金残高を200億円まで段階的に削減する方針が打ち出されているが、信用組合の下位クラスかそれ以下の規模に縮小してまで存続させることの意義についても疑問が示されている[26]。
- 再建計画最終年の2011年度に焦げ付き（債務不履行）が600億円に膨れあがることが2008年3月11日に明らかになっている。焦げ付きは無担保融資を中心として融資総額の25%程度を占めている[44]。
- エムケイタクシーを傘下に置くエムケイグループと、近畿産業信用組合会長の青木定雄は、新銀行東京との事業提携もしくは事業譲渡を東京都知事石原慎太郎へ申し出た（読売新聞 2008年5月22日報道による）。
- 経営再建の一環として人員整理も合わせて行われているが、整理予定を上回る、同社を見限った人材が流出した。2008年（平成20年）5月末から6月の僅か1か月間で、全正社員の3分の1に当たる約60人が退職（2008年8月4日15時1分配信 毎日新聞）。2004年の行員公募は倍率50倍を超えていた。
- 企業が本行の融資を受けられるよう都議や国会議員が口利きをしたという案件のリストが流出し公表されているが、本行がこれを「重大な権利侵害に当たる」として削除を求めていることが2008年（平成20年）11月18日の都議会の答弁で明らかになった[45]。
- 会員制情報誌「FACTA」2012年10月号に、公的資金の「完済計画」を発表したばかりのあおぞら銀行に、新銀行東京の買収について記事が掲載された。週刊文春に、新銀行東京の清算後の受け入れ先としてゆうちょ銀行、イオン銀行、大手地銀、あおぞら銀行の4行の名前が掲載された[46]。
- 新銀行東京は、提携先であった複数の信金から「融資保証の不履行」で訴えられ、敗訴し続けている。「無担保・無保証」という採算度外視の融資が売り物だった同行は、営業基盤が乏しかったため、おもに都内の信金と提携ローンを組んでいた。信金が中小企業に融資し、その8割を新銀行東京が保証する仕組みである。新銀行東京の保証残高は07年3月末のピーク時には743億円まで膨れあがった。だがその後、貸し倒れによる代位弁済が次々に発生。しかし新銀行東京は、信金に対する保証を履行しないケースが多発した。結果、都内の4信金（朝日、西京、興産、東栄）と大阪信金は訴訟に踏み切り、新銀行東京が敗訴もしくは和解が成立している。

### 過大なシステム投資とコスト
システムは、2005年（平成17年）の開業前、東京都が作った基本計画に基づき設計され、預金や融資などの管理システムが76億円、ATMやコールセンターなどの情報を取り扱うシステムが46億円、行内連絡用などのシステムは1億7000万円など総額124億円（開業時のシステム機能不足での改修費用12億円も含まれる）が投じられた。基幹システムとしては日立製作所のメインフレームで動作している。
当初想定した事業規模が過大であり、ATM・コールセンター・ICチップ入りのキャッシュカードとことごとく利用状況が低調で、店舗外に設置したATMの全面撤去・コールセンター縮小・他企業との提携キャッシュカードの発行停止・提携なしのカードへの強制切替に追い込まれ、監査法人からシステム投資の大部分が「利益を生まないシステムは資産として計上できない」との理由で、2007年3月期決算で109億円、2007年9月期決算で2億3千万円の減損損失の計上を求められ、業務契約の中途解約による違約金なども35億円発生し、特別損失が約150億円にも達していた。
店舗外設置ATMの全面撤去やブランチインブランチにより、実質的に1店舗体制になれば業務が簡素化し大きなシステムは必要なくなるが、銀行業務を継続する限り既設のメインフレーム・コンピュータを廃止することはできず、今後も情報システムの構築、運用に掛かる費用は毎年10億円強と見積もられ、再建計画においても圧縮できないコストとして重くのしかかった。

### 石原慎太郎への責任追及
400億円もの追加投資は都民1人当たりに3000円以上もの負担を強いる。野党側はこの累積赤字、追加出資を非難し、新銀行東京を強いリーダーシップで生み出した石原への批判を強めている。都知事である石原は「設立理念は正しかったが、経営がまずかった」「（旧経営陣を）紹介されて、それを受けたことの責任は感じる」等の見解を表するに留めた。なお、設立に関して都議会では日本共産党以外の会派は賛成（「東京・生活者ネットワーク」は反対意見を述べたものの、予算案は賛成）した経緯がある。
経済界で、設立理念そのものを「不良債権の温床」と批判が多かった。経済閣僚であった与謝野馨も「止めるなら今」と進言するなど、政界からの批判も起こっている。「都営銀行」の設立を石原に提案した大前研一も「中小企業融資は大銀行でも不得手な領域で、素人の都が手を出せるものではない。」と強く反対したが、石原は「国や大銀行がやらないからこそ、（都が）やらなければならない。」と譲らなかった。2003年（平成15年）11月8日の記者会見で、「（都が出資した）1000億円は、将来、数兆円になる。」と石原は述べている。
石原は議会答弁や記者会見などで「私だったら、もっと銀行を大きくできた」と発言したが、「中堅・中小企業に対する融資事業は急拡大が望める事業ではない」との指摘がある。

主に品川区と大田区の企業に融資しており、いずれも石原の三男・石原宏高の選挙地盤であることから、身内の選挙対策ではないかとも批判されている。石原の提案でおこなわれている、都の若手芸術家育成事業「トーキョーワンダーサイト」から絵画3点を購入していたことも判明した。

### 都議会への責任追及
2008年（平成20年）3月に都議会は、400億円の追加出資を自民党、公明党の賛成により可決した。『しんぶん赤旗』によると、有権者の多くは追加出資に反対していた。2009年（平成21年）7月、東京都議会議員選挙1週間前に「四半期黒字見通し」とする記事が産経新聞に掲載された。

### 内部告発者への訴訟
東京都の幹部と新銀行東京の幹部の会議に立ち合って記録を担当した元行員が、この会議録をまとめたブリーフィングメモとICレコーダーの会議録音を週刊誌などのマスコミに提出した。新銀行東京の拡大路線が都による強要だという証拠として提示し内部告発を行った。新銀行東京はこれに対し、元行員がテレビ番組に出演して機密情報に当たる会議内容を記録した資料を暴露したことや、複数の週刊誌に機密情報を伝達したとして、「新銀行の社会的評価や信用が著しく低下した」として1320万円の損害賠償を求めて東京地方裁判所へ提訴した。2009年（平成21年）11月に和解が成立し、新銀行東京は損害賠償を取り下げ、元行員は録音データを消去し、ブリーフィングメモを銀行へ返却した。

## 歴代代表者
- 仁司泰正（元豊田通商常勤監査役） 2004年（平成16年）4月1日 - 2007年（平成19年）6月22日。2004年（平成16年）6月の委員会設置会社移行までは、代表取締役社長。以降は代表執行役。
- 森田徹（協和銀行出身、元りそな銀行取締役） 2007年（平成19年）6月23日 - 2007年（平成19年）11月30日(代表執行役)
- 津島隆一（元東京都港湾局長） 2007年（平成19年）12月1日 - 2009年（平成21年）6月28日(代表執行役)
- 寺井宏隆（三和銀行出身、元新生銀行専務執行役、新銀行東京顧問） 2009年（平成21年）6月29日 - 2015年6月10日（代表取締役社長執行役員）
- 常久秀紀（三菱銀行出身、プライスウォーターハウスクーパースコンサルタントマネージャー、新銀行東京取締役執行役員） 2015年6月11日 - 2018年4月30日（代表取締役社長執行役員）→後に、きらぼし銀行代表取締役副頭取及び東京きらぼしフィナンシャルグループ代表取締役副社長

## 各年度の業績
（単位 : 百万円）
| 決算期                | 経常収益 | 経常利益 | 当期純利益 |
| --------------------- | -------- | -------- | ---------- |
| 平成19年（2007年）3月 | 11,631   | △40,178  | △54,715    |
| 平成20年（2008年）3月 | 10,323   | △14,910  | △16,731    |
| 平成21年（2009年）3月 | 9,431    | △12,079  | △10,565    |
| 平成22年（2010年）3月 | 6,730    | △2,382   | 1,550      |
| 平成23年（2011年）3月 | 6,717    | △714     | 1,086      |
| 平成24年（2012年）3月 | 8,109    | 1,133    | 793        |
| 平成25年（2013年）3月 | 7,537    | 1,023    | 1,019      |

## テレビ番組
- 日経スペシャル ガイアの夜明け “新銀行”失敗の真相～中小企業を救う金融とは?～（2008年5月13日、テレビ東京）[64] - 経営に行き詰まった原因と責任を取材。